# Serranía de Santiago
La serranía de Santiago es una formación montañosa en las tierras bajas de Bolivia, ubicada al este del país. en el Departamento de Santa Cruz, en la zona este de Bolivia. La serranía está orientada en dirección noroeste-sureste. En la serranía se destacan las denominadas cuevas de San Miserato en cuyos muros se pueden observar elementos de arte rupestre.
La serranía se encuentra conectada con el denominado escudo brasileño. Su punto de máxima altitud se encuentra a 471 m s. n. m. La serranía de Santiago forma parte de la serranía de Chiquitos. La serranía aloja depósitos minerales de hierro, oro, níquel, plata, mica, caolín, y cristales de cuarzo. Además en la zona se explotan yacimientos de tierras raras.
El sector norte de la serranía de Santiago aloja un bosque seco elevado que alcanza los 20 m de altura. El bosque posee una gran diversidad forestal.

## Flora

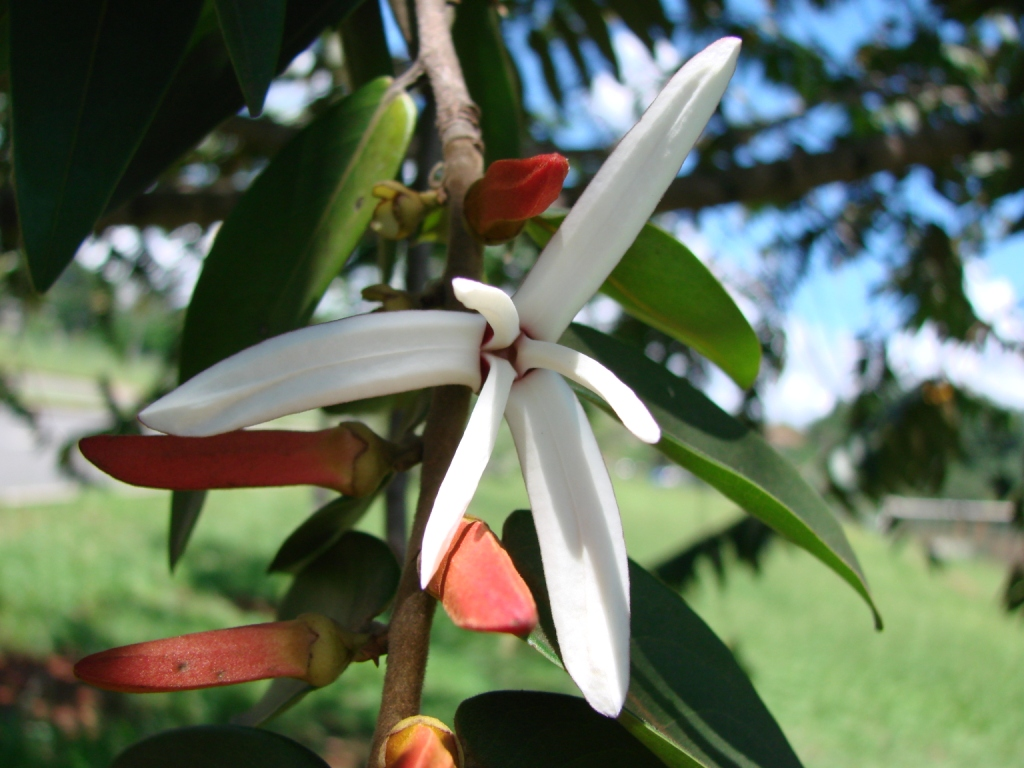
Flor de Xylopia aromatica o fruto de burro, ejemplo de la flora nativa de la serranía de Santiago.

En los afloramientos rocosos se encuentran las siguientes especies: Stryphnodendron obovatum, Allagoptera leucocalyx,  Miconia albicans, Plenckia populnea, Callisthene hassleri, Qualea grandiflora, Schefflera vinosa,  y Xylopia aromatica.

## Arte rupestre
Desde hace mucho tiempo se conoce que la Serranía de Santiago alberga diversos sitios arqueológicos, especialmente cuevas con pinturas rupestres. En 1975 se llevó a cabo una expedición que confirmó la existencia de varias cuevas en la formación de arenisca conocida como Cerro Banquete. Durante esta investigación se registraron más de cien pinturas rupestres, algunas ubicadas en los techos de las cuevas y otras en paredes laterales o cerca de las entradas. No obstante, la mayoría de estas manifestaciones presentaban un deterioro considerable, encontrándose pocas en buen estado de conservación.